# Compositeurs et Chansons de Paris
Pour plus de détails, voir Fiche technique et Distribution.
Compositeurs et Chansons de Paris est un court métrage français réalisé par Henri Verneuil en 1951.

## Synopsis
Peu connus du grand public au profit des interprètes, des compositeurs présentent un échantillon de leur talent à travers plusieurs chansons.

## Fiche technique
- Réalisation : Henri Verneuil
- Production : Hubert d'Achon et Suzanne Goosens
- Photographie : Victor Arménise
- Montage : Gabriel Rongier
- Pays :  France
- Format : Noir et blanc - Mono
- Genre : Documentaire
- Durée : 25 minutes
- Année de sortie : 1951

## Chansons
- La Vie en rose (1946)
  - Musique : Louiguy
  - Paroles : Édith Piaf
  - Interprétation : Marie-Laurence
  - Orchestration : Paul Durand

- Maître Pierre (1948)
  - Musique et orchestration : Henri Betti
  - Paroles : Jacques Plante
  - Interprétation : Jacques Pills

- À Malaga (1951)
  - Musique et orchestration : Paul Durand
  - Paroles : Louis Poterat
  - Interprétation : Rose Avril

- Pour Lui (1946)
  - Musique et orchestration : Aimé Barelli
  - Paroles : Henri Contet
  - Interprétation : Lucienne Delyle

- Blondine (1950)
  - Musique : Henri Bourtayre et Fred Freed
  - Paroles : Louis Poterat et Maurice Chevalier
  - Interprétation : Jacques Pills
  - Orchestration : Paul Durand

- La Seine (1948)
  - Musique : Guy Lafarge
  - Paroles : Guy Lafarge et Flavien Monod
  - Interprétation : Maria Vincent
  - Orchestration : Paul Durand

## Production
C'est André Tabet qui fait la voix-off du court-métrage. Quand il présente les différents compositeurs, il fredonne des chansons que les compositeurs ont écrit dans leur carrière :
- Louiguy :
  - Mademoiselle Hortensia (paroles de Jacques Plante)
  - La Danseuse est Créole (paroles de Jacques Plante)
  - Ça sent si bon la France (paroles de Jacques Larue)
  - Cerisier Rose et Pommier Blanc (paroles de Jacques Larue)
- Henri Betti :
  - La Chanson du maçon (paroles de Maurice Vandair)
  - Mais qu’est-ce que j’ai ? (paroles d'Édith Piaf)
  - C'est si bon (paroles d'André Hornez)
  - Le Régiment des mandolines (paroles de Maurice Vandair)
- Paul Durand :
  - Printemps (paroles d'Henri Contet)
  - Mademoiselle de Paris (paroles d'Henri Contet)
  - Seule ce soir (paroles de Jean Casanova et Rose Noël)
  - Boléro (paroles d'Henri Contet)
- Aimé Barelli :
  - Embrasse-moi (paroles de Jacques Larue)
  - Si tu Viens Danser dans mon Village (paroles d'Henri Contet)
- Henri Bourtayre :
  - Fleur de Paris (paroles de Maurice Vandair)
  - La Marchina (paroles de Louis Poterat)

## Anecdotes
Henri Betti et Louiguy ont fait leurs études musicales au Conservatoire de Paris dans la même classe.
Rose Avril et Lucienne Delyle ont enregistré sur disque les chansons qu'elles chantent dans ce court-métrage contrairement à Marie-Laurence, Jacques Pills et Maria Vincent.